# Campinas
Campinas (IPA: kɐ̃ːˈpinɐs) es una ciudad brasileña situada en el estado de São Paulo. Según el censo de 2022, tiene una población de 1 284 654 habitantes.
Está situada a una distancia de unos 100 km al noroeste de São Paulo. Tiene una superficie de 794.57 km². Es la tercera ciudad más poblada del estado y la decimocuarta de todo el país.
Campinas está dividida en seis distritos, además de la sede, y subdividida en 14 administraciones regionales, cinco comarcas y varios barrios.

## Economía
La principal fuente económica se centra en el sector terciario, con sus diversos segmentos comerciales y prestación de servicios en distintas áreas, como educación y salud. A continuación se destaca el sector secundario, con grandes complejos industriales.
La ciudad tiene el shopping center más grande de América Latina, el Parque D. Pedro Shopping.
El Aeropuerto Internacional de Viracopos, ubicado en el extremo sur de la ciudad, es una de las terminales de carga aérea más importantes del país. Es responsable de cerca del 40% de toda la carga aérea importada del país.

## Historia
La ciudad de Campinas surgió en la primera mitad del siglo XVIII como un barrio rural de la villa de Jundiaí llamado "Mato Grosso", cercano a un sendero realizado por bandeirantes de la zona que ocupa la actual ciudad de São Paulo. 
El primer nombre dado a la ciudad fue Campinas de Mato Grosso, en razón de que fue construida en medio de pequeños descampados (campinhos) en una región de selva muy profusa.
En el mismo período (segunda mitad del siglo XVIII), también se fue gestando en la región otra dinámica económica, política y social, asociada a la llegada de agricultores provenientes de zonas aledañas. Estos agricultores buscaban tierras para instalar plantaciones de caña de azúcar utilizando mano de obra esclava. De hecho, fue por la fuerza y el interés de estos terratenientes e incluso por el interés del Gobierno de la Capitanía de São Paulo que el barrio rural de Mato Grosso se transformó en la Parroquia de Nossa Senhora da Conceição das Campinas do Mato Grosso, en 1774.
En 1797 es elevada a la categoría de villa y se cambia su nombre por el de Vila de Sao Carlos, hasta que finalmente, el 5 de febrero de 1842, fue elevada a la categoría de ciudad con el nombre actual de Campinas.
La agricultura tuvo un destacado papel en la historia de la ciudad. Los primeros cultivos agrícolas de la ciudad fueron de caña de azúcar, más tarde suplantados por las plantaciones de café. En poco tiempo la economía cafetalera impulsó un nuevo ciclo de desarrollo en la ciudad. En este período (segunda mitad del siglo XVIII), la población de Campinas concentraba un gran contingente de trabajadores africanos esclavizados en plantaciones y actividades productivas rurales y urbanas. En 1872, gracias a las plantaciones de café y a la construcción de importantes vías férreas en el estado, Campinas pasa a ser una de las mayores ciudades del país.
Con la crisis de la economía cafetalera a partir de la década de 1930, la economía de Campinas asume un perfil más industrial y de servicios. La ciudad recibe entonces inmigrantes provenientes de todo el mundo (destacándose la inmigración italiana), atraídos por la instalación de un nuevo parque productivo.
Entre las décadas de década de 1970 y década de 1980, la ciudad prácticamente duplicó su tamaño, gracias a los flujos migratorios internos.
Se destaca la construcción de importantes carreteras como la Anhanguera en (1948), la Bandeirantes en (1978), la Santos Dumont en la (década de 1980), la Dom Pedro I, la Adhemar de Barros, la Jornalista Francisco Aguierre Proença y la General Milton Tavares de Souza (o Tapetão), principal acceso a la REPLAN (refinaria do Planalto Paulista) -todas ellas en doble pista-, Campinas se consolidó como un importante enlace de carreteras, esencial para el desarrollo de la industria y el comercio de la región.
También se destaca un moderno parque industrial y tecnológico, fruto de la instalación de "tecnopolos", y renombradas instituciones de enseñanza superior, como la Unicamp Universidad Estatal de Campinas y la Pontificia Universidad Católica de Campinas. Además, se localizan también en Campinas el Laboratorio Nacional de Luz Síncroton, el Centro de Investigación y Desarrollo en Telecomunicaciones (CPqD), la EMBRAPA (Empresa Brasileira de Pesquisa Agropecuária), el IAC (Instituto Agronómico de Campinas) y el CenPRA (Centro de Pesquisas Renato Archer).
A partir de 1998, la ciudad asiste a un cambio acentuado en su base económica: pierde relativa importancia el sector industrial (con el traslado de factorías para ciudades vecinas o para otras regiones del país - en parte por la violencia y los altos impuestos), y gana destaque el sector de servicios (comercio, investigación, servicio de alta tecnología y empresas del área logística).

## Cultura
La ciudad tuvo siempre una posición distinguida en el estado de São Paulo, con gran producción y recursos culturales. Cuenta con tres teatros municipales, con la Orquesta Sinfónica Municipal de Campinas (fundada en 1974, durante las festividades del bicentenario de la ciudad y considerada una de las tres mejores del país, junto a la OSESP y la OSB), varios grupos de música erudita, corales, 43 salas cinematográficas, decenas de bibliotecas, galerías de arte, museos etc. La vida cultural es variada e intensa, especialmente en lo que a música popular se refiere. La ciudad tiene tradicionalmente amplia oferta para estudios superiores con la Unicamp (Universidade Estadual de Campinas), la PUC de Campinas (Pontificia Universidade Católica de Campinas), UNIP (Universidade Paulista), METROCAMP (Faculdade Integrada Metropolitana de Campinas), POLICAMP (Politécnica de Campinas), IPEP (Facultades IPEP Integradas), el UNISAL (Centro Universitário Salesiano), el USF (Universidade São Francisco), ESAMC (Escola Superior de Administración, Marketing y Comunicación) y FACAMP (Facultad de Campinas).
En las últimas décadas del siglo XIX, antes de Campinas ser devastada por la fiebre amarilla, su pueblo nutría cierta rivalidad con São Paulo y aspiraba a un estilo de vida europeo. No era difícil escuchar expresiones como "Campinas über alles" (que en alemán significa "Campinas por encima de todos"). Un escritor local, Eustáquio Gomes, explota esta situación en su obra A febre amorosa. Es la tierra natal de Antônio Carlos Gomes, famoso compositor de óperas en la Italia del siglo XIX, con obras como "Il Guarany", "Fosca" y "O Escravo." Alberto Santos Dumont, pionero de la aviación, también vivió y estudió un tiempo en Campinas. Igualmente en Campinas fue grabado el primer largometraje brasileño - "João da Mata", basado en obra homónima de Amilar Alves - por Phoenix Film en 1923. También nacieron en Campinas el escritor Guilherme de Almeida y el cuarto presidente de la República, Campos Sales.

### Principales teatros
- Teatro Municipal José de Castro Mendes
- Teatro Arena (Centro de Convivência)

### Composición de la población
Según el censo de 2010, en ese momento la población de la ciudad se componía de:
- Población urbana: 1.061.540 (98.28%)
- Población rural : 18.573 (1.72%)[9]

El 75.8% de los habitantes eran blancos, el 18% eran mestizos, el 5.0% eran afroamericanos, el 1.0% eran asiáticos y el 0.2% eran amerindios.

## Educación

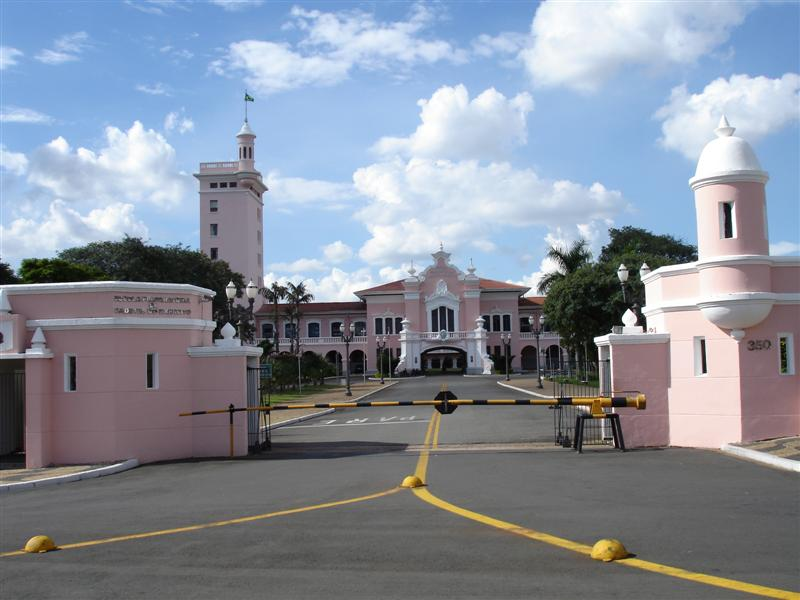
Fachada de la Escola Preparatória de Cadetes do Exército.

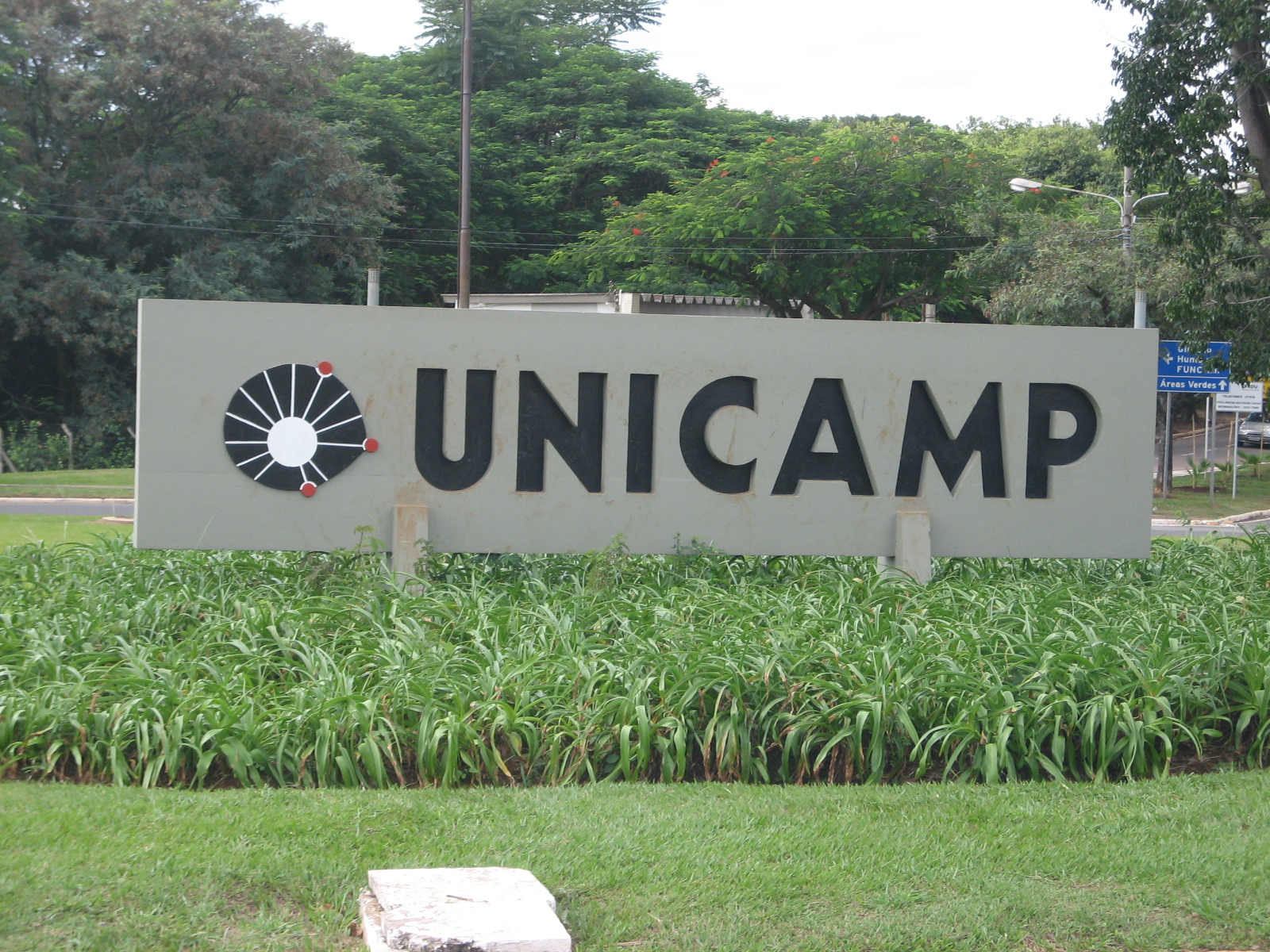
Entrada del campus de la Universidad Estatal de Campinas, en el distrito de Barão Geraldo

El Índice de Desarrollo de la Educación Básica medio entre las escuelas públicas de Campinas era, en el año 2009, de 4,7; valor arriba al de las escuelas municipales y estatales de todo el Brasil, que es de 4,0%. La ciudad contaba, en 2009, con aproximadamente 206.325 matrículas, docentes y 702 escuelas en la red pública y en la red privada.
La ciudad cuenta también con una de las mejores universidades de Brasil, la Universidad Estatal de Campinas (UNICAMP). Su gestión es hecha por el Estado de São Paulo. En el 2004, tenía 14 000 estudiantes de licenciatura, 10 000 estudiantes de posgrado y 1800 académicos.
Desde 1959, la ciudad de Campinas es la sede de la única escuela de preparación de cadetes del Ejército Brasileño, la Escola Preparatória de Cadetes do Exército (Escuela Preparatória de Cadetes del Ejército). Ofrece el 1.er año de la Enseñanza Superior integrada a la formación militar y prepara los futuros cadetes de la Academia Militar das Agulhas Negras.

## Deportes
Los principales equipos de fútbol en Campinas son: Ponte Preta, Campinas, Red Bull y el Guarani. Aquí nació el jugador de fútbol Luis Fabiano.

### Estadios
- Estadio Moisés Lucarelli (Ponte Preta, usado también por Red Bull)
- Cerecamp (Campinas)
- Estadio Brinco de Ouro da Princesa (Guaraní)

## Feriados municipales
- 20 de noviembre: Día de la Conciencia Negra (Feriado Civil - Leí Municipal n.º 3473 de 14/01/2002.
- 8 de diciembre: Día de la Patrona de Campinas - Nossa Senhora da Conceição.

## Transportes

### Aeropuertos
El Aeropuerto Internacional de Campinas (IATA: VCP - ICAO: SBKP) es el segundo aeropuerto internacional más grande de Brasil, con un importante transporte de carga. Está considerada la mayor terminal de cargas de América del Sur. Actualmente, de cada tres toneladas de mercancías exportadas e importadas en Brasil, una pasa por Viracopos.

### Autopistas
- Rodovia Anhanguera (SP-330): cruza la ciudad, partiendo de São Paulo en sentido sudeste - noroeste. En sus márgenes se encuentran numerosas empresas y fábricas, como la Bosch. Es la autopista de mayor movimiento de la ciudad y de la Región Metropolitana de Campinas.

- Rodovia dos Bandeirantes (SP-348): pasa por la Región Sur de la ciudad, viniendo de São Paulo en sentido sudeste-noroeste.

- Rodovia Adalberto Panzan, principal vía de acceso entre la Rodovia Anhangüera, la Rodovia dos Bandeirantes y la Rodovia Dom Pedro I.

- Rodovia Dom Pedro I (SP-065): termina en la Anhangüera y atraviesa la ciudad en las direcciones este, sur y sudeste, rumbo a Jacareí. Es una importante autopista con varios supermercados (Carrefour y BIG), fábricas (Lucent) y centros comerciales (Shopping Parque Dom Pedro y Shopping Galleria).

- Rodovia Santos Dumont (SP-075): sigue en el sentido norte-sur, rumbo a Sorocaba, comenzando en la Rodovia Anhangüera. Pasa por regiones extremadamente peligrosas, como el Parque Oziel y el Jardín Itatinga. También da acceso al Aeropuerto de Viracopos, localizado en el extremo sur de la ciudad.

- Rodovia Governador Adhemar de Barros (SP-340): sigue en dirección norte, rumbo a Jagúariúna y a Mogi-Mirim. Da acceso a los barrios rurales, a condominios cerrados y a colonias agrícolas (Fazenda Monte D'Este/Colônia Tozan) en la región norte de la ciudad.

- Rodovia General Milton Tavares de Souza (SP-332): sigue en dirección noroeste rumbo a Paulínia y a Cosmópolis. Debido al tránsito intenso de vehículos, al gran número de accidentes y a la mala calidad del asfalto, el tramo entre Campinas y Barão Geraldo quedó conocido como Tapetão.

- Rodovia Jornalista Francisco Aguirre Proença (SP-101): sigue en dirección oeste, rumbo a Hortolândia, a Monte Mor y a Capivari.

- Anel Viário José Roberto Magalhães Teixeira (SP-083): en sentido norte-sur, une la Rodovia Dom Pedro I a la Rodovia Anhangüera, ya en el municipio de Valinhos.

## Personalidades destacadas

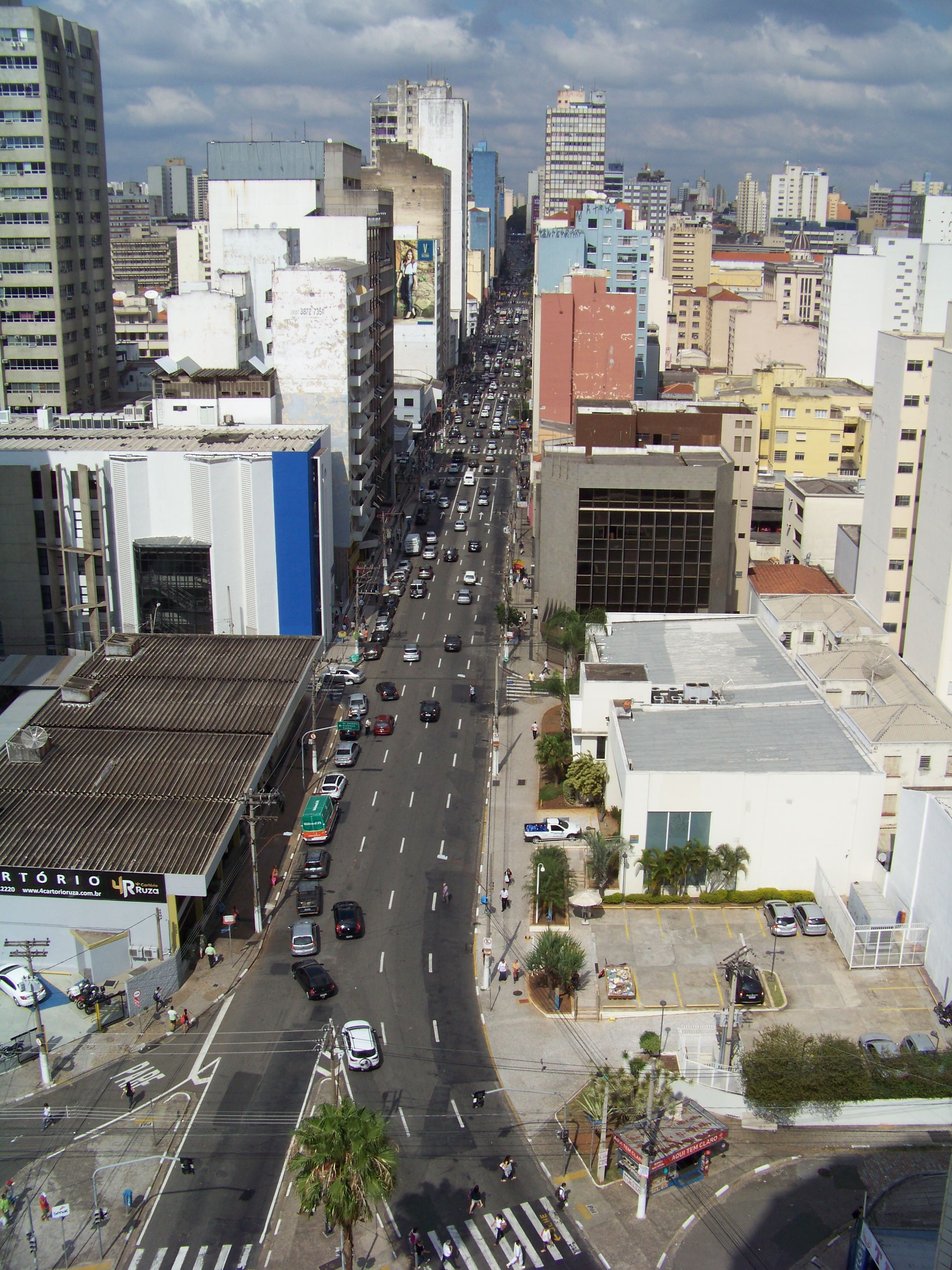
Avenida Francisco Glicério, nombrada en homenaje al senador.